# Újpesti Vágóhíd
Az Újpesti Vágóhíd egy mára megszűnt nagy múltú budapesti élelmiszeripari létesítmény, amely műemléki védelem alatt áll.

## Története
A 19. század végétől nagy léptékű ipari fejlődést élt át az akkor még (1950-ig) Budapesttel nem egyesült város, Újpest. Ezen fejlődés egyik lépcsőfoka volt az 1911-ben megnyílt Újpesti Vágóhíd is.
A Böhm Henrik és Hegedűs Ármin (a későbbi Gellért Szálló tervezője) által tervezett épületkomplexum szecessziós stílusban épült fel. Kivitelezője Schreiber Gyula volt.
A létesítmény iparvágánnyal kapcsolódott a Baross utcai iparvágányhálózathoz. Vasúti kiszolgálása Angyalföld állomás felől történt. A vasúti szállítás 1977-ben szűnt, iparvágányát elbontották.
A eredeti formájában 1984-ig működött, ezt követően a Húsipari Feldolgozó Vállalat, majd a Magyar Hús Kft. hús-feldolgozó üzemeként használták. 1994-ben szűnt meg. A területet azóta kisebb tulajdonosok használják.
A létesítmény napjainkban lepusztult állapotban van, egyedül bejárati kapuja és az ott álló irodaépület került felújításra.

## Képtár

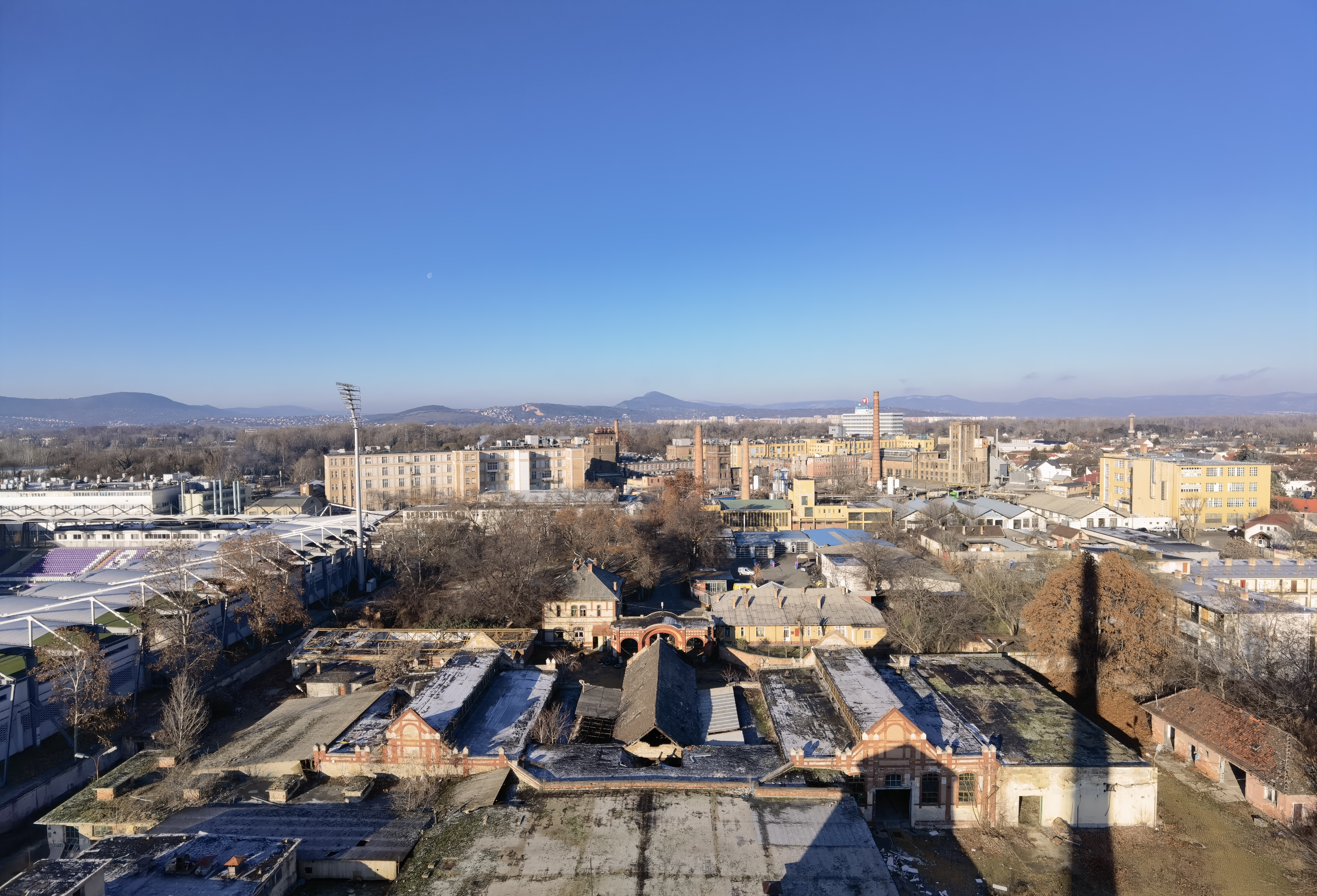
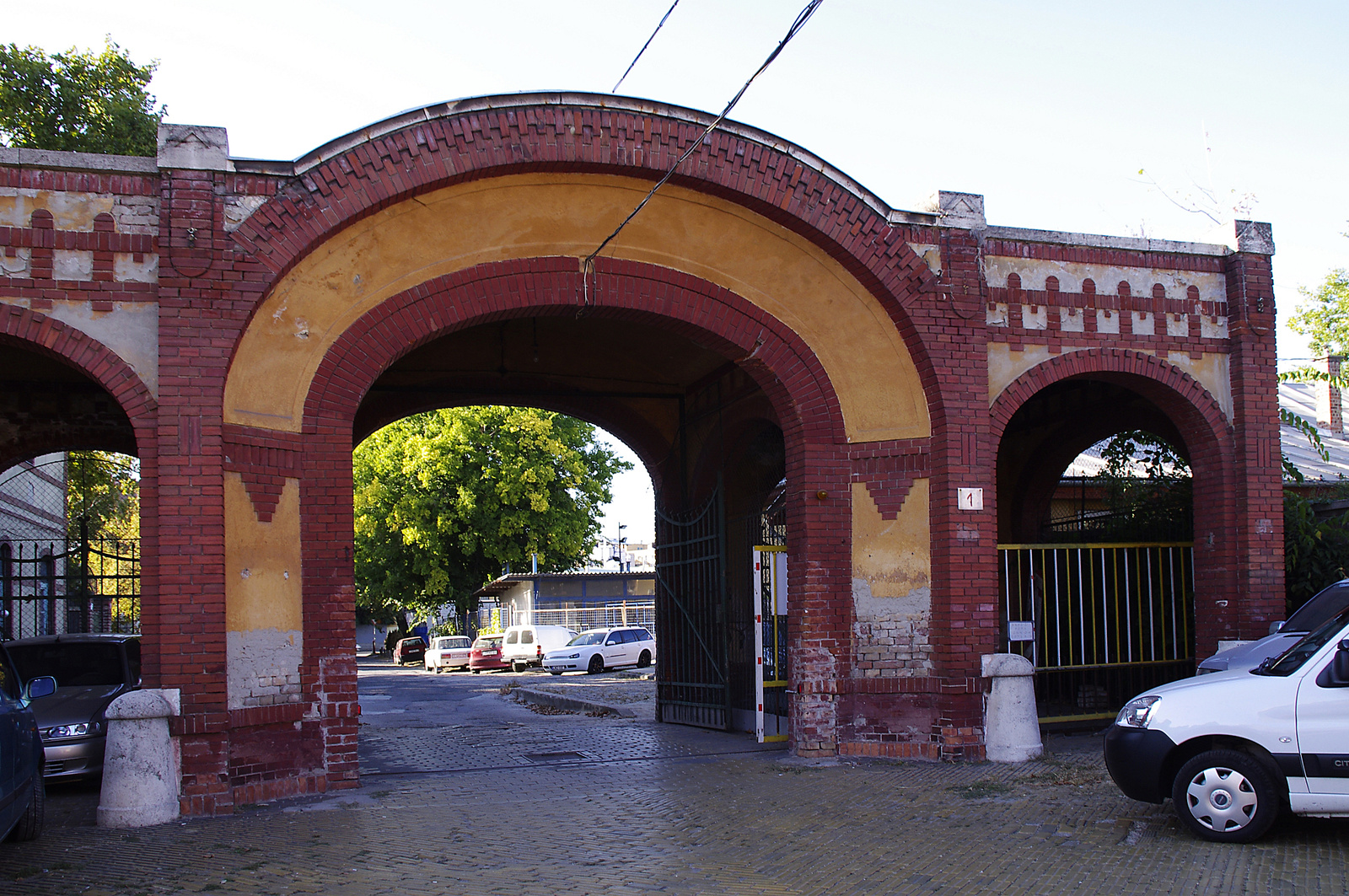
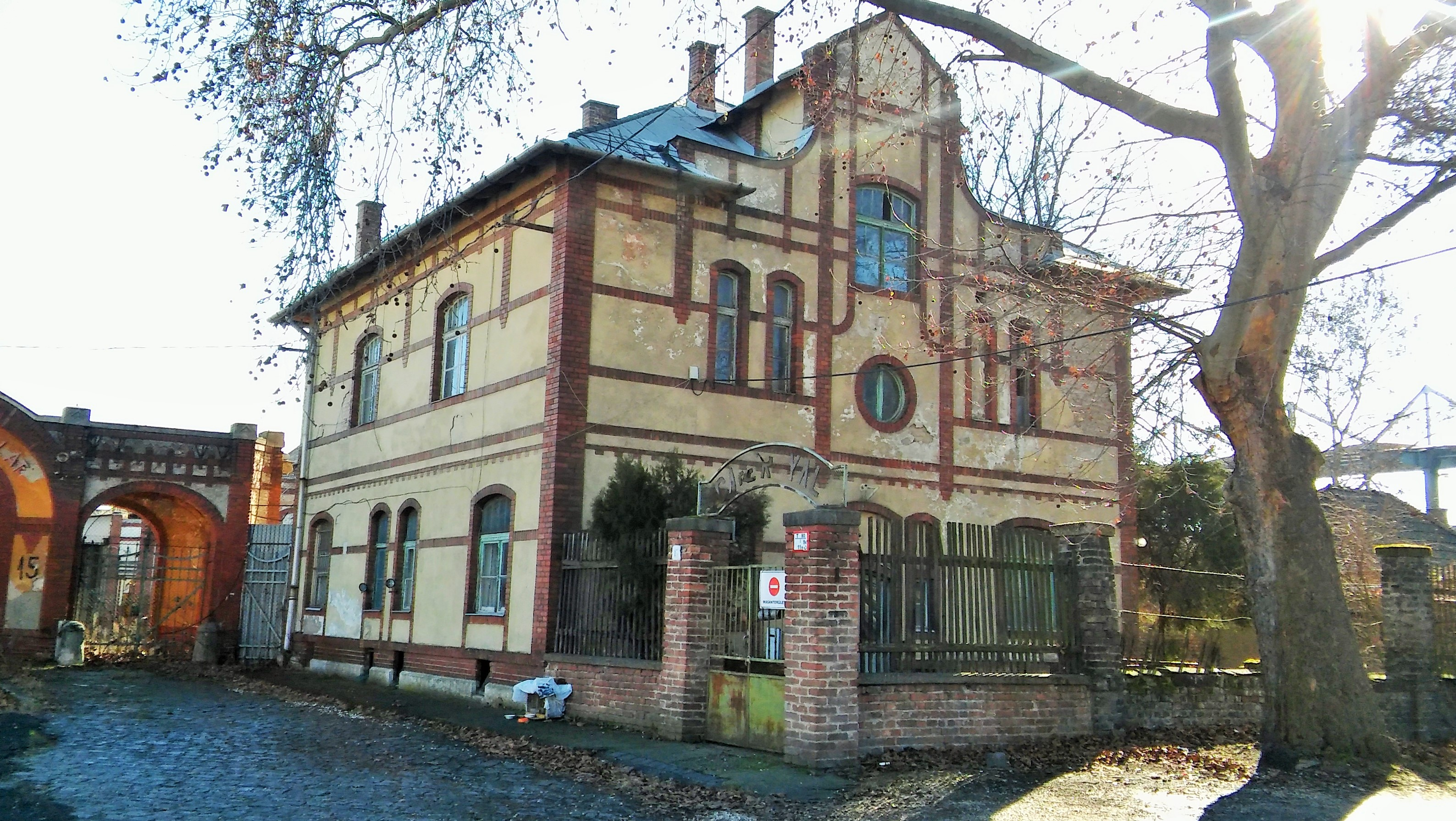
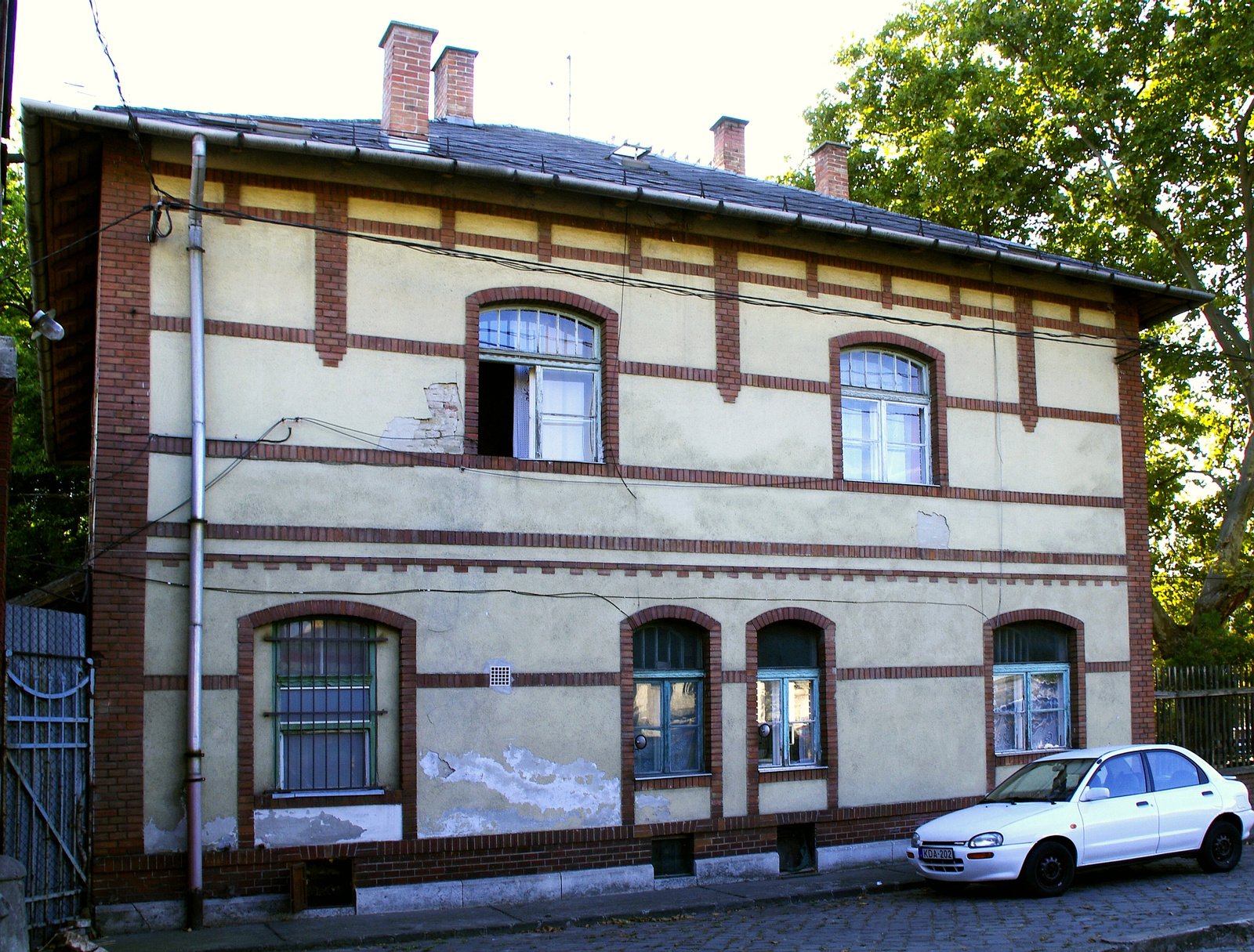
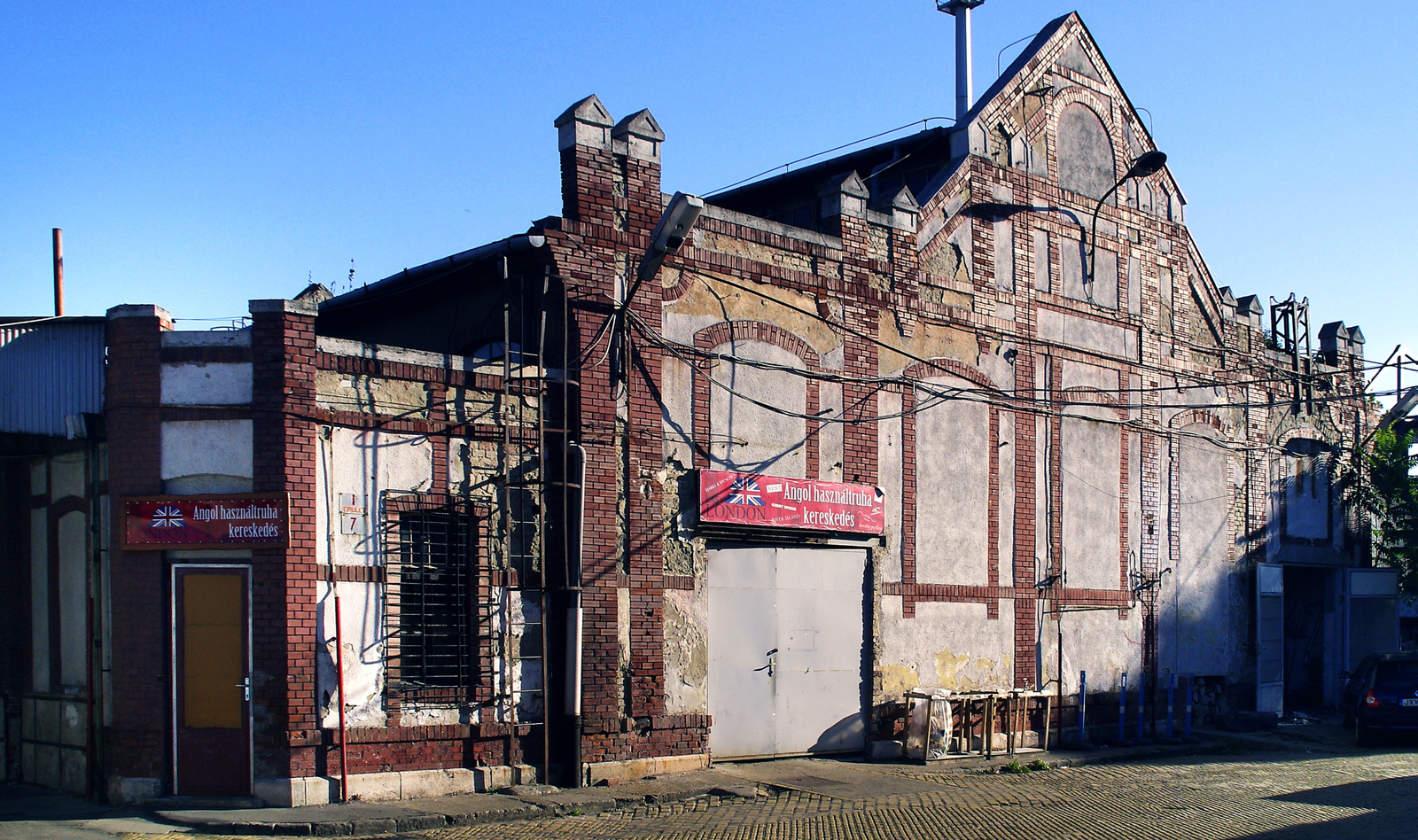
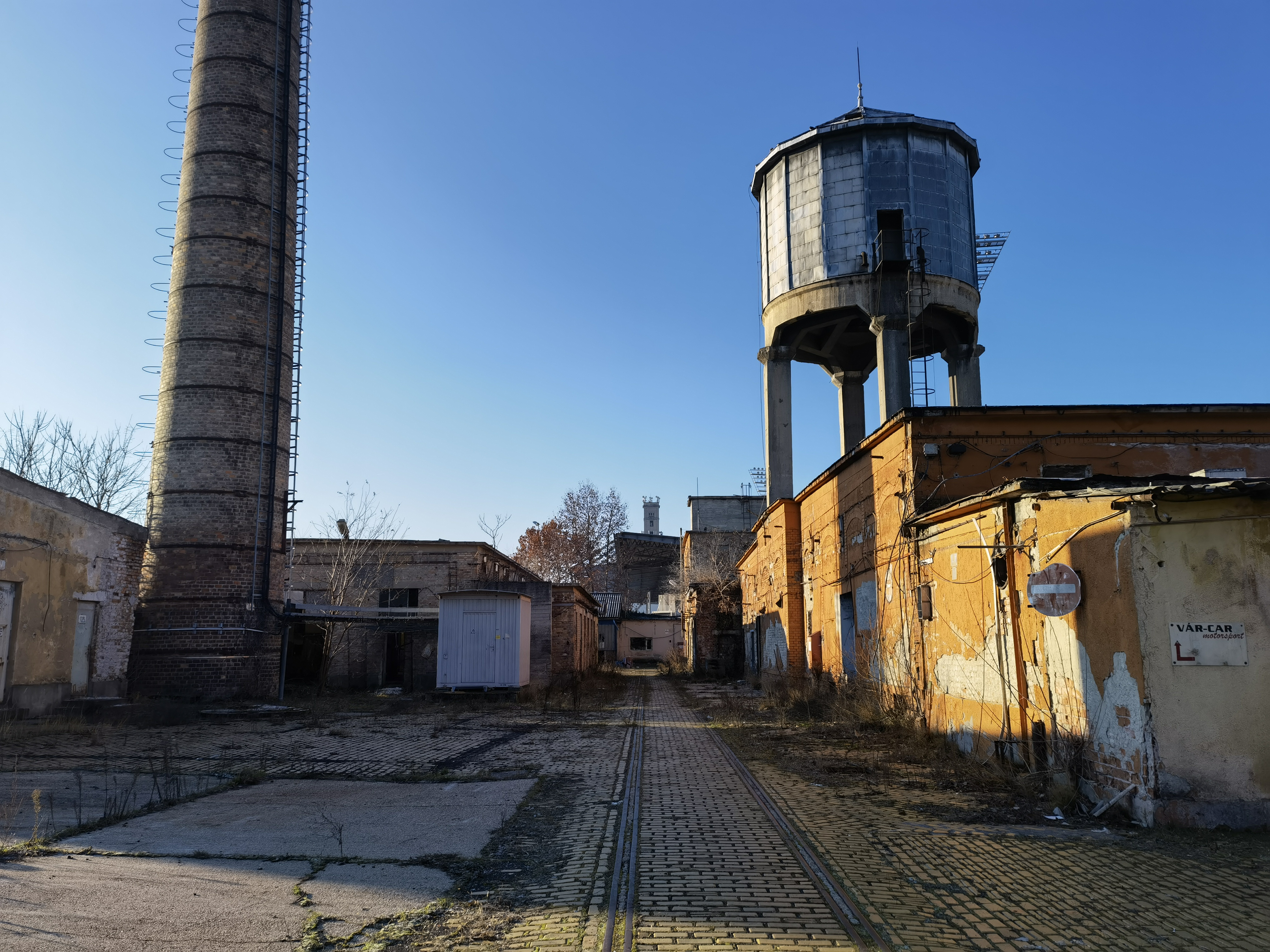
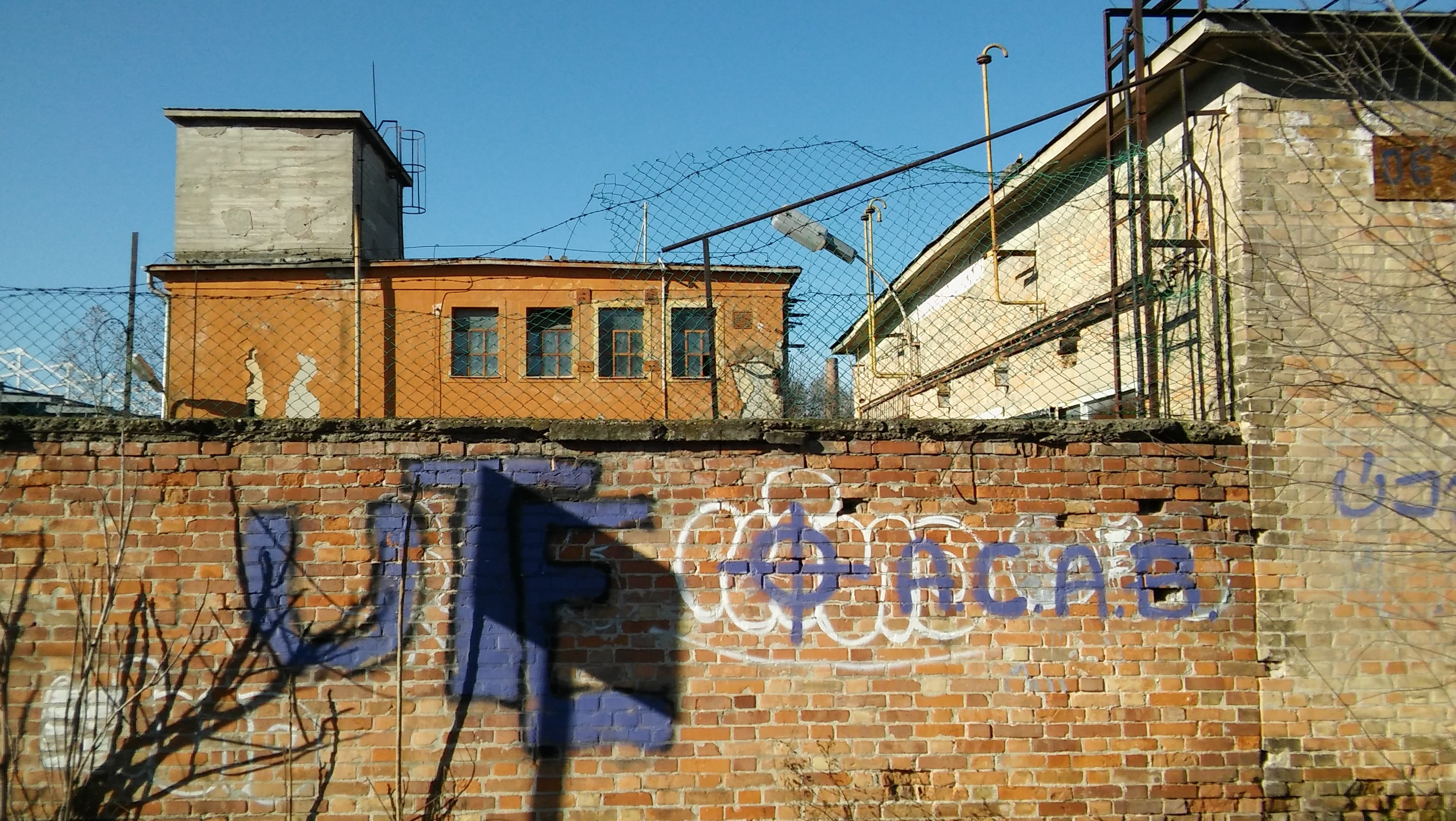